# Курочка Кельха (яйце Фаберже)
Великоднє яйце «Курочка Кельха» — ювелірний виріб, виготовлений у 1898 році фірмою Карла Фаберже на замовлення російського промисловця Олександра Фердинандовича Кельха як великодній подарунок для його дружини Варвари Петрівни Кельх. Було першим в серії із семи великодніх яєць, що виготовлялись фірмою Фаберже для родини Кельхів щороку з 1898 по 1905 рік.

## Дизайн
Яйце покрите прозорою сунично-червоною емаллю по гильйошованому фону. На одному кінці укріплений великий плоский діамант, під яким розміщена пізніша мініатюра імператора Миколи II. Стулки яйця відчиняються кнопкою, виконаною з плоского діаманту, під якою є дата — «1898».
Збереглась оригінальна скринька від яйця. Вона виготовлена за розміром із падуба, всередині на підкладці кришки стоїть золотий штамп фірми Фаберже — двоголовий орел із надписом російською мовою «К. Фаберже / Санкт-Петербург / Москва».  

### Сюрприз
Всередині яйця міститься «жовток» покритий матовою емаллю, зріз білка покритий білою емаллю; в жовтку на замшевій підкладці сидить золота курочка, покрита прозорими емалями оранжевого, жовтого, червоного і коричневого відтінків, пір'я крил частково пофарбовані білою емаллю, очі виконані з алмазів. 
Курочка відкривається за допомогою шарніру у хвості. Всередині зберігаються мініатюрний мольберт і рама. Нагорі мольберт увінчаний алмазом у формі серця із рубіном, який зображає полум'я. У рамі, окантованій алмазами, під склом з гірського кришталю — пізніший мініатюрний портрет царевича Олексія Миколайовича.